# Барнабас Сібусісо Дламіні
Барнабас Сібусісо Дламіні ( нар. 15 травня 1942, Есватіні — пом. 28 вересня 2018, Манзіні) — свазілійський політик, прем'єр-міністр Свазіленду (Есватіні) з 26 липня 1996 по 29 вересня 2003 року і знову з 23 жовтня 2008 по 5 вересня 2018 року.

## Життєпис
У 1969 році він закінчив бакалаврат з хімії в Університеті Вісконсина в США. У 1976 році закінчив комерційний університет Південної Африки в Південній Африці. У 1982 році здобув ступінь МВА в університеті Нью-Йорка. Через рік він отримав сертифікат бухгалтера штату Нью-Йорк у США. У 1985 році він став ліцензованим бухгалтером у Свазіленді.
У 1969—1977 рр. працював хіміком у компанії з розробки залізної руди Свазіленду. З 1978 по 1984 рік був бухгалтером консалтингової компанії.
З 1978 по 1983 рік сидів у сенаті Свазіленду. У 1983—1992 роках був міністром фінансів. У той час він також був депутатом парламенту та членом Ради оборони. З 1992 по 1996 рік був виконавчим директором Міжнародного валютного фонду у Вашингтоні. Він був членом ради директорів організації, що складається з 24 членів, представляючи 20 африканських країн.
З 26 липня 1996 по 29 вересня 2003 року він обіймав посаду прем'єр-міністра Свазіленду. У той час він керував також Комітетом держбезпеки, Національною радою зі СНІДу та силами королівської поліції. З 2003 по 2008 рік Сібусісо Дламіні був членом Консультативної ради короля, органу, відповідального за консультування правителя з питань конституційних (призначення чиновників), фінансових та племінних питань.
На початку 2008 року Барнабас Сібусісо Дламіні був кандидатом уряду Свазіленду на посаду голови Африканської комісії з прав людини та людей. Однак зрештою його кандидатуру було знято, щоб представити одного спільного кандидата всіма країнами SADC.
16 жовтня 2008 року Барнабас Сібусісо Дламіні знову був призначений королем Мсваті III главою уряду Свазіленду. Традиційна та урочиста церемонія відбулася в королівському селі Лудзідзіні 23 жовтня 2008 р.